# تپه باستانی فرودگاه
تپه باستانی فرودگاه مربوط به اوایل دوره است و در شهرستان گرمسار، بخش ایوانکی، شهر ایوانکی، ۱۱۰۰ متری جنوب غرب فرودگاه سمپاشی واقع شده و این اثر در تاریخ ۲۶ اسفند ۱۳۸۷ با شمارهٔ ثبت ۲۶۱۳۲ به‌عنوان یکی از آثار ملی ایران به ثبت رسیده است.